# South End

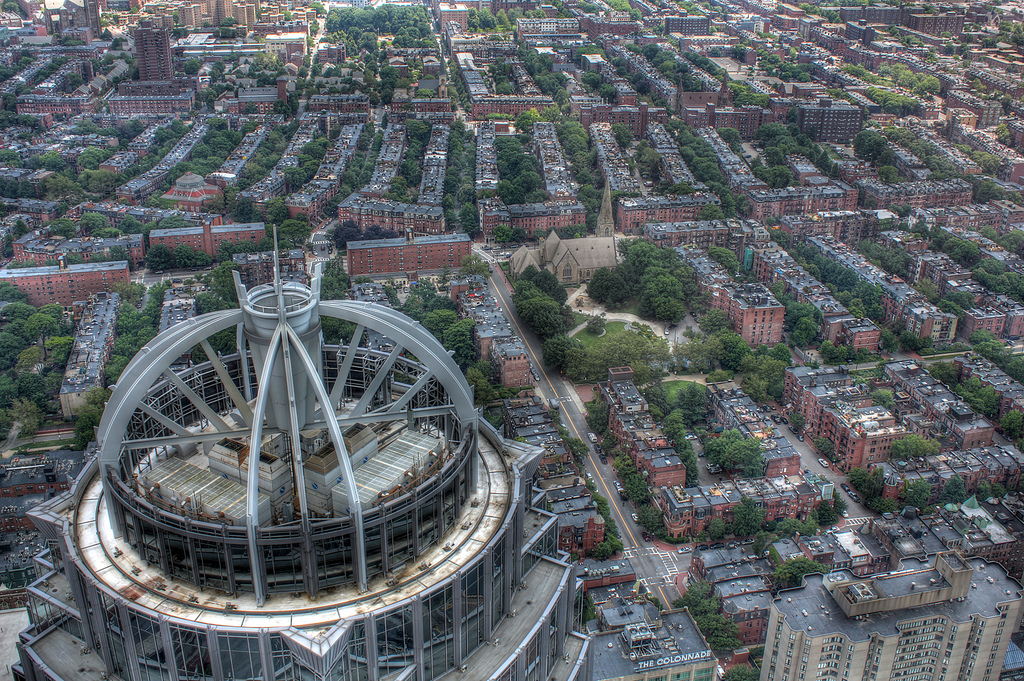
Visione aerea del South End

Il South End è un quartiere della città di Boston, in Massachusetts (Stati Uniti) confinante con Back Bay, Chinatown, e Roxbury. Si distingue dagli altri quartieri per le molte case in stile vittoriano e la numerosità dei parchi. 
Il South End è il più grande distretto di case vittoriane rimasto intatto degli Stati Uniti.
Nel 1973, il quartiere è stato inserito nel registro nazionale statunitense dei luoghi storici ( National Register of Historic Places).
La costruzione del quartiere ebbe inizio nel 1849, quando era un'area paludosa soggetta alla marea.